# Une femme dangereuse (film, 1940)
Pour les articles homonymes, voir Une femme dangereuse.
Pour le film de Arthur B. Woods, voir They Drive by Night (film, 1938).
Pour plus de détails, voir Fiche technique et Distribution.
Une femme dangereuse (titre original : They Drive by Night) est un film américain de Raoul Walsh, sorti en 1940.

## Synopsis
Joe et Paul Fabrini, deux frères, sont des routiers indépendants qui travaillent dans la région de San Francisco. Ils ont du mal à payer leurs créanciers mais Joe ne veut pas abandonner, alors que Paul voudrait rester plus souvent avec sa femme Pearl. Lorsqu'Ed Carlsen, propriétaire d'une compagnie de transport, offre du travail à Joe, celui-ci refuse et Paul en fait autant par loyauté envers son frère. Une nuit, alors qu'ils sont sur le point d'avoir fini de payer leur camion, Paul tombe de sommeil au volant.  
Le camion est détruit dans l'accident et Paul y perd un bras. Lorsqu'elle apprend la nouvelle, Lana, la femme d'Ed, secrètement amoureuse de Joe, convainc son mari d'offrir à Joe un travail dans les bureaux de la compagnie. Lana poursuit Joe de ses avances mais celui-ci est amoureux de Cassie Hartley. Lors d'une soirée, Joe refuse les avances de Lana, en lui répondant qu'il ne veut pas trahir son ami Ed, Lana reconduit son mari trop saoul chez eux et comme il est trop ivre pour sortir de la voiture, elle le laisse dans le garage avec le moteur en route. Ed meurt asphyxié, mais sa mort est déclarée accidentelle.  
Son mari mort, Lana offre à Joe d'être associé à l'affaire. Mais lorsqu'elle apprend qu'il va épouser Cassie, elle l'accuse de l'avoir poussée à assassiner son mari. Le procureur la croit et Joe est accusé de complicité de meurtre. Hantée par son crime, Lana commence à perdre la tête, et lors du procès elle divague et raconte la vérité.  
Joe est alors libéré. 

## Fiche technique
- Titre original : They Drive by Night
- Titre français : Une femme dangereuse
- Réalisation : Raoul Walsh
- Scénaristes : Jerry Wald, Richard Macaulay, d'après le roman Long Haul d'Albert Isaac Bezzerides
- Photographie : Arthur Edeson
- Montage : Thomas Richards, Don Siegel
- Musique : Adolph Deutsch
- Son : Oliver S. Garretson
- Direction artistique : John Hughes
- Costumes féminins : Milo Anderson
- Producteur associé : Mark Hellinger
- Producteur délégué : Hal B. Wallis
- Société de production : Warner Bros.
- Société de distribution : Warner Bros.
- Pays de production :  États-Unis
- Langue originale : anglais
- Format : Noir et blanc - 35 mm — 1,37:1 - Son Mono (RCA Sound System)
- Genre : Film dramatique, Film policier, Film noir
- Durée : 95 minutes
- Dates de sortie : 
  - États-Unis : 27 juillet 1940 (première à New York)
  - France : 2 juillet 1947

## Distribution
- George Raft : Joe Fabrini (en VF : Jean)
- Ann Sheridan : Cassie Hartley (en VF : Nelly Deschamps)
- Ida Lupino  (V.F : Françoise Gaudray) : Lana Carlsen (en VF : Irène Carlson)
- Humphrey Bogart (V.F : Claude Peran) : Paul Fabrini
- Gale Page : Pearl Fabrini (en VF : Blanche)
- Alan Hale : Ed Carlsen (en VF : Jacques Carlson)
- Roscoe Karns : Irish McGurn (en VF : Arsène)
- John Litel : Harry McNamara (en VF : Henri)
- George Tobias : George Rondolos

Et, parmi les acteurs non crédités :
- Joyce Compton : Sue Carter
- John Hamilton : L'avocat de la défense
- Howard C. Hickman : Le juge
- Dorothy Vaughan : une gardienne à la salle d'audience
- Charles C. Wilson : Mike Williams
- Lillian Yarbo : Chloe

## Autour du film
- Bien qu'il ne soit pas à proprement parler un remake (puisqu'adapté d'un roman différent), le film présente dans son intrigue de nombreux éléments et scènes similaires avec Ville frontière (1933).